# Futbol Club Barcelona Bàsquet 1994-1995
Questa voce raccoglie le informazioni riguardanti il Futbol Club Barcelona Bàsquet nelle competizioni ufficiali della stagione 1994-1995.

## Stagione
La stagione 1994-1995 del Futbol Club Barcelona Bàsquet è la 37ª nel massimo campionato spagnolo di pallacanestro, la Liga ACB.

## Roster
Aggiornato al 11 gennaio 2025.
| FC Barcelona 1994-95 | FC Barcelona 1994-95 |
| Giocatori            | Staff tecnico        |
| -------------------- | -------------------- |

| N. | Naz.                   | Ruolo | Nome                          | Anno | Alt.   | Peso   |  |
| -- | ---------------------- | ----- | ----------------------------- | ---- | ------ | ------ |  |
| 4  | Spagna (bandiera)      | AG    | Andrés Jiménez                | 1962 | 205 cm | 91 kg  |  |
| 5  | Spagna (bandiera)      | P     | José Luis Galilea             | 1972 | 187 cm | 80 kg  |  |
| 6  | Stati Uniti (bandiera) | A     | Roy Fisher                    | 1968 | 203 cm |        |  |
| 6  | Stati Uniti (bandiera) | G     | Corey Crowder                 | 1969 | 196 cm | 92 kg  |  |
| 7  | Stati Uniti (bandiera) | AC    | Darryl Middleton              | 1966 | 202 cm | 105 kg |  |
| 8  | Spagna (bandiera)      | C     | Quique Andreu                 | 1967 | 207 cm | 102 kg |  |
| 9  | Spagna (bandiera)      | AP    | Xavi Fernández                | 1968 | 194 cm | 90 kg  |  |
| 10 | Spagna (bandiera)      | G     | José Antonio Montero          | 1965 | 193 cm | 91 kg  |  |
| 11 | Spagna (bandiera)      | P     | Salva Díez                    | 1963 | 193 cm |        |  |
| 8  | Spagna (bandiera)      | AP    | Pere Capdevila                | 1973 | 196 cm |        |  |
| 12 | Spagna (bandiera)      | C     | Berni Tamames                 | 1973 | 206 cm | 105 kg |  |
| 12 | Spagna (bandiera)      | C     | Víctor Alemany                | 1975 | 206 cm |        |  |
| 12 | Spagna (bandiera)      | P     | Llorenç Mons                  | 1976 | 186 cm |        |  |
| 13 | Spagna (bandiera)      | C     | Ferrán Martínez               | 1968 | 212 cm |        |  |
| 14 | Stati Uniti (bandiera) | C     | LeRon Ellis                   | 1969 | 207 cm | 102 kg |  |
| 14 | Stati Uniti (bandiera) | C     | Mike Peplowski                | 1970 | 208 cm | 122 kg |  |
| 15 | Spagna (bandiera)      | AP    | Juan Antonio San Epifanio (C) | 1959 | 200 cm | 91 kg  |  |

| Allenatore                                                         |
| - Aíto García Reneses                                              |
| Assistente/i                                                       |
| - Joan Montes Legenda - (C) Capitano - (IN) Inattivo - Infortunato |

## Mercato

### Sessione estiva
| Acquisti | Acquisti         | Acquisti          | Acquisti   | Acquisti |
| R.a      | Nome             | da                | Modalità   |          |
| -------- | ---------------- | ----------------- | ---------- | -------- |
| AP       | Xavi Fernández   | León              | definitivo |          |
| A        | Roy Fisher       | OAR Ferrol        | definitivo |          |
| AC       | Darryl Middleton | Siviglia          | definitivo |          |
| C        | LeRon Ellis      | Charlotte Hornets | definitivo |          |
| C        | Ferrán Martínez  | Joventut Badalona | definitivo |          |

| Cessioni | Cessioni        | Cessioni          | Cessioni       | Cessioni |
| R.       | Nome            | a                 | Modalità       |          |
| -------- | --------------- | ----------------- | -------------- | -------- |
| PG       | Oliver Fuentes  | León              | fine contratto |          |
| G        | Corey Crowder   | San Antonio Spurs | fine contratto |          |
| A        | Xavi Crespo     | Valencia          | fine contratto |          |
| AG       | Fred Roberts    | Chicago Rockers   | fine contratto |          |
| C        | Tony Massenburg | L.A. Clippers     | fine contratto |          |

### Dopo l'inizio della stagione
| Acquisti | Acquisti       | Acquisti             | Acquisti   | Acquisti   |
| R.       | Nome           | da                   | Data       | Modalità   |
| -------- | -------------- | -------------------- | ---------- | ---------- |
| G        | Corey Crowder  | Rapid City Thrillers | marzo 1995 | definitivo |
| C        | Mike Peplowski | Detroit Pistons      | marzo 1995 | definitivo |

| Cessioni | Cessioni    | Cessioni   | Cessioni   | Cessioni    |
| R.       | Nome        | a          | Data       | Modalità    |
| -------- | ----------- | ---------- | ---------- | ----------- |
| C        | LeRon Ellis | Free agent | marzo 1995 | rescissione |
| A        | Roy Fisher  | Free agent | marzo 1995 | rescissione |